# Grzegorz Hryciuk
Grzegorz Piotr Hryciuk (ur. 8 września 1965) – polski historyk, specjalizujący się w historii Europy Wschodniej, historii najnowszej, historii politycznej XX w., historii Polski i powszechnej XX w., stosunkach polsko-ukraińskich w XX w.; nauczyciel akademicki związany z Uniwersytetem Wrocławskim.

## Życiorys
Laureat VIII Olimpiady Historycznej. Od ukończenia w 1988 roku studiów historycznych jest pracownikiem naukowym Instytutu Historycznego Uniwersytetu Wrocławskiego. Początkowo został zatrudniony na stanowisku asystenta. W 1997 roku uzyskał stopień naukowy doktora nauk humanistycznych w zakresie historii na podstawie pracy pt. Polacy we Lwowie pod okupacją radziecką i niemiecką w latach 1939–1944. Życie codzienne, napisanej pod kierunkiem prof. Wojciecha Wrzesińskiego. Praca została opublikowana w roku 2000 jako Polacy we Lwowie 1939-1944. Życie codzienne. i uhonorowana Nagrodą Klio. Wraz z nowym tytułem otrzymał stanowisko adiunkta. Rada Wydziału Nauk Historycznych i Pedagogicznych Uniwersytetu Wrocławskiego nadała mu w 2005 roku stopień naukowy doktora habilitowanego nauk humanistycznych w zakresie historii o specjalnościach historia polityki oraz historia Polski i powszechna XX w. na podstawie rozprawy nt. Przemiany narodowościowe i ludnościowe w Galicji Wschodniej i na Wołyniu w latach 1931–1948, opublikowanej w tymże roku. Książka otrzymała w 2006 Nagrodę "Przeglądu Wschodniego". W 2009 roku otrzymał stanowisko profesora nadzwyczajnego.
Na przełomie lat 80. i 90. włączył się w działania społeczne, których celem była pomoc Polakom na wschodzie oraz dokumentacja polskiej martyrologii. W ramach Oddziału Wrocławskiego Archiwum Wschodniego, oprócz zbierania relacji, zajmował się koordynacją współpracy Archiwum ze środowiskami lwowskimi na Dolnym Śląsku.
Z kolei w ramach działalności Stowarzyszenia Straż Mogił Polskich na Wschodzie (SMP) i Dolnośląskiego Oddziału Stowarzyszenia Wspólnota Polska, uczestniczył w stawianiu krzyży SMP oraz prowadził wykłady historyczne dla Polaków na Ukrainie czy na Litwie.
Poza działalnością naukowo-dydaktyczną pełnił również kilka istotnych funkcji organizacyjnych na Uniwersytecie Wrocławskim. W latach 2008–2012 sprawował funkcję zastępcy dyrektora Instytutu Historycznego UWr do spraw dydaktycznych. W latach 2012–2016 był prorektorem ds. studenckich na swojej macierzystej uczelni.

## Dorobek naukowy
Jego zainteresowania badawcze koncentrują się wokół zagadnień narodowościowych Europy Środkowo-Wschodniej w XIX i XX wieku, historii Ukrainy oraz relacji polsko-ukraińskich w XX stuleciu, historii Rosji i Związku Radzieckiego w XX wieku, dziejów diaspory polskiej na Wschodzie, zwłaszcza na terenie Imperium Rosyjskiego, ZSRR i państw powstałych po rozpadzie ZSRR, problematyki stosunków polsko-radzieckich i polsko-rosyjskich w czasach najnowszych, migracji przymusowych na obszarze Europy Środkowo-Wschodniej oraz kwestii związanych z historią Wrocławia i Dolnego Śląska w XX wieku. Prowadził badania i kwerendy w kilkudziesięciu archiwach polskich, ukraińskich, rosyjskich, białoruskich, litewskich, niemieckich i czeskich. Jest autorem ponad 150 publikacji naukowych, w tym 4 monografii i współautorem 3 kolejnych monografii, nie licząc kilkudziesięciu publikacji o charakterze popularnonaukowym w prasie i periodykach. Do jego ważniejszych publikacji należą:
- "Gazeta Lwowska" 1941-1944, Wrocław 1992
- Polacy we Lwowie 1939-1944. Życie codzienne., Warszawa 2000, wyd. Książka i Wiedza, ISBN 83-05-13148-3
- Kumityt. Polski Komitet Opiekuńczy Lwów Miasto w latach 1941–1944, Toruń 2000, wyd. Adam Marszałek; ISBN 83-7174-652-0;
- Przemiany narodowościowe i ludnościowe w Galicji Wschodniej i na Wołyniu w latach 1931–1948, Toruń 2005, wyd. Adam Marszałek, ISBN 83-7441-121-X
- Masowe deportacje ludności w Związku Radzieckim, Toruń 2003, wyd. Adam Marszałek, ISBN 83-7322-609-5; współautorzy: Stanisław Ciesielski i Aleksander Srebrakowski
- Wysiedlenia, wypędzenia i ucieczki 1939–1959. Atlas ziem Polski. Polacy, Żydzi, Niemcy, Ukraińcy, Warszawa 2008 współautorzy: Małgorzata Ruchniewicz, Bożena Szaynok, Andrzej Żbikowski
- Przesiedleńcy Wielka epopeja Polaków 1944-1946, Wydawnictwo Literackie 2023, ISBN 978-83-08-08322-2

## Życie prywatne
Żona prof. Grzegorza Hryciuka, Joanna, jest doktorem historii.

## Nagrody
- Nagroda historyczna „Polityki” za debiut, za 1992 rok, za książkę "Gazeta Lwowska" 1941-1944, Wrocław 1992 (1992) [11]
- Nagroda „Klio” za książkę Polacy we Lwowie 1939-1944. Życie codzienne, Warszawa 2000 (2000)[12]
- Nagroda „Przeglądu Wschodniego” (Nagroda Krajowa)  za książkę Przemiany narodowościowe i ludnościowe w Galicji Wschodniej i na Wołyniu w latach 1931–1948, Toruń 2005 (2005)[13]
- Nagroda Książka Historyczna Roku za książkę Wysiedlenia, wypędzenia i ucieczki 1939–1959. Atlas ziem Polski. Polacy, Żydzi, Niemcy, Ukraińcy, Warszawa 2008 (2009) [[14]]
- Międzynarodowa Nagroda im. Witolda Pileckiego  za książkę Przesiedleńcy Wielka epopeja Polaków 1944-1946, Kraków 2023 (2024)[15]
- Odznaczony Medalem Komisji Edukacji Narodowej (2013) [[16]]